# Trichoncus lanatus
Trichoncus lanatus är en spindelart som beskrevs av Andrei V. Tanasevitch 1987. Trichoncus lanatus ingår i släktet Trichoncus och familjen täckvävarspindlar. Inga underarter finns listade i Catalogue of Life.